# Emmelina bigoti
Emmelina bigoti is een vlinder uit de familie vedermotten (Pterophoridae). De wetenschappelijke naam van deze soort is voor het eerst geldig gepubliceerd in 1990 door Gibeaux.
De soort komt voor in tropisch Afrika.